# Chalcis rufipes
Chalcis rufipes är en stekelart som beskrevs av Rossius 1794. Chalcis rufipes ingår i släktet Chalcis och familjen bredlårsteklar.
Artens utbredningsområde är Italien. Inga underarter finns listade i Catalogue of Life.